# Zwei himmlische Töchter
Zwei himmlische Töchter ist der Titel einer deutschen Comedy-Fernsehserie aus dem Jahr 1978, die sich um die Abenteuer der fiktiven Fluggesellschaft „Donnerflug“ dreht. Die Serie bestand aus sechs Episoden und war ein Ableger der Fernsehserie Klimbim. Die Erstausstrahlung war am 11. Februar 1978 in der ARD.
Die Hauptrollen als ehemalige Nachtclubtänzerinnen und Chefinnen von „Donnerflug“ spielen Ingrid Steeger und Iris Berben. In weiteren Rollen sind Klaus Dahlen als Koch und Chaospilot sowie Dieter Hildebrandt und Heinz Schubert als Fluglotsen zu sehen. Regie führte, wie bereits bei Klimbim, Michael Pfleghar.

## Handlungsrahmen
Die Nachtclubtänzerinnen Kikki und Chantal haben ein altes Flugzeug, eine Junkers Ju 52 aus den 1930er Jahren, geerbt und eine Chartergesellschaft namens „Donnerflug“ gegründet. Mit an Bord ist der dicke Koch Tino, der aus Italien stammt und mit seiner resoluten Mutter das Flughafencafé betreibt. Als Pilot verbreitet er Angst und Schrecken auf dem Flughafen. 
Da die Geschäfte schlecht laufen, sind Kikki und Chantal mit der Wohnungsmiete bei ihrer spießigen Zimmerwirtin, Frau Krause (Herta Worell), notorisch im Rückstand. Darum müssen sie jeden noch so abenteuerlichen Auftrag annehmen. So bringen sie für 10.000 Mark einen lebenden Stier nach Pamplona, haben den Sarg eines gewissen Ivan Leech (Ferdy Mayne) an Bord, fliegen den alternden Westernstar Slim Nesbit (Eddie Constantine) nach Madrid, befördern die Prinzessin des fiktiven Zwergstaates Hoftenstein (Ingrid Steeger in einer Doppelrolle), bringen einen Opernsänger (Ivan Rebroff) nach Paris oder fliegen eine Varietétruppe (Barbara Valentin, Elisabeth Volkmann u. a.) quer durch Europa. Benzinmangel, Navigationsfehler und andere Schwierigkeiten erzwingen dabei immer wieder erhebliche Änderungen im Plan. 
Ein Running Gag ist der Start des Flugzeuges, der regelmäßig Panik unter den Fluglotsen auslöst. Pilot Tino fliegt nach dem Abheben jedes Mal so nah am Kontrollturm vorbei, dass die Fensterscheiben zerbersten.

## Die Gimmicks
Bei der Erstausstrahlung wurde Zwei himmlische Töchter mit der Comedyshow Die Gimmicks gekoppelt. Die Gimmicks sind Peer Augustinski, Wolfgang Mascher, Werner Schulze-Erdel, Monica Teuber, Monica Sorice, Maggie Mae, Joe Luga, Gottfried Mehlhorn, Karel Otto, Peter Grötzsch, Jean Louis Bogner und Chris Kremo. In deren Nachtclub wurden die Erlebnisse von Kikki und Chantal eingeleitet und resümiert. Als Zwei himmlische Töchter und Die Gimmicks war jede Folge 90 Minuten lang.

## Episoden
Die Titel der sechs Folgen lauten:
- Ein Bulle nach Pamplona
- Ein Sarg nach Leech
- Ein Cowboy nach Spanien
- Eine Prinzessin nach Hoftenstein
- Ein Tenor nach Paris
- Eine Show durch Europa

## Weitere Ausstrahlungen und Veröffentlichungen
Die Serie lief später auch im ORF (1984), in S3 (1984) und in West 3/WDR Fernsehen (1987, 2003, 2007) sowie zuletzt 2009 und 2014 auf 
einsfestival.
2005 und 2011 wurde die Serie von der Eurovideo Bildprogramm GmbH auf DVD veröffentlicht.